# コロンボ一家

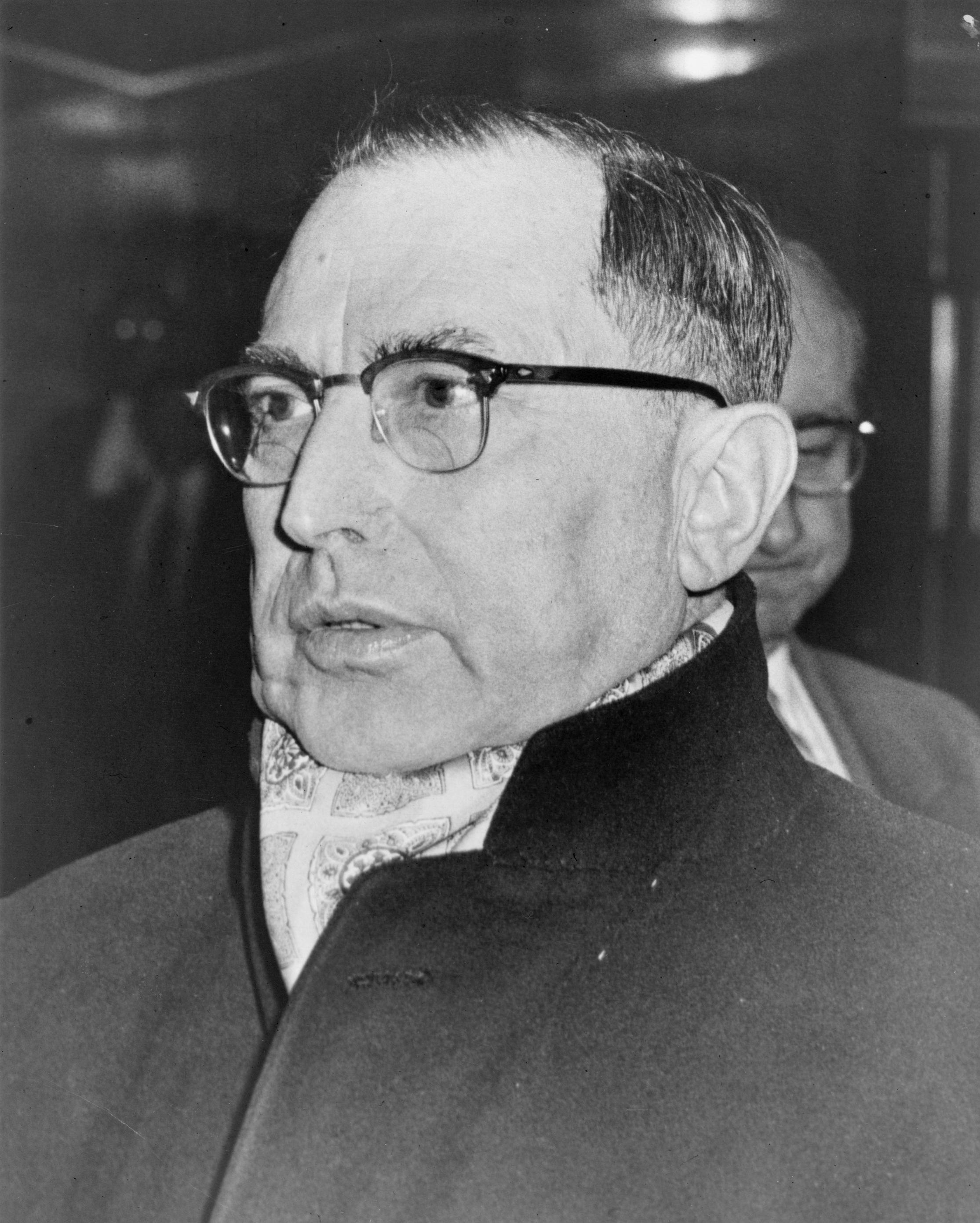
ジョセフ・プロファチ

コロンボ一家またはコロンボ・ファミリー（コロンボいっか、英：Colombo family）は、アメリカを拠点とするイタリア系（シチリア系）マフィア組織（コーサ・ノストラ）。ニューヨーク五大ファミリーの1つ。20世紀初期に台頭したシチリア系マフィアのうち、パレルモ出身者の派閥（パレルモ派）であり、1890年代に結成された組織を源流とする。具体的な前身は不明だが、少なくとも1920年代を通してジョセフ・プロファチによって基礎が固められ、カステランマレーゼ戦争後の1931年に、そのままプロファチをボスとする五大ファミリーの一角として確立した（プロファチ・ファミリー）。五大ファミリーが世間に知られる契機となった1963年のバラキ公聴会時点では前年にプロファチが亡くなって正式なボスは不在の状態であり、間もなくしてジョゼフ・コロンボが後を継ぎ、以降はボスが代替わりしても「コロンボ・ファミリー」と一般に呼称され続けている。

## 初期
1900年代からニューヨークにはパレルモルーツのマフィア派閥が幾つも存在し、そのうち南ブルックリンの派閥をプロファチが1920年代に継いだ。この派閥は、元はサルヴァトーレ・ダキーラの傘下だったとも、1910年代にアル・ミネオが統率したとも言われた。更に遡って1900年代にモレロ一家のジュゼッペ・フォンタナが率いた派閥に起源があるという説もある。
1920年代半ばサルヴァトーレ・ディベッラがボスになった。一説にアル・ミネオがジョー・マッセリアに請われてダキーラの後釜ボスに収まった時、ミネオの抜けた穴埋めにボスの座を継いだ。程なくディベッラは引退し、ジュゼッペ・"クラッチング・ハンド"・ペライノが取って代わった。ペライノはカラブリア系のフランキー・イェールとポリシー賭博ビジネスをやっていた。
1928年7月にイェールが、同年10月にダキーラが相次いで暗殺された後の南ブルックリンは大きな権力の空白が生じ、縄張りの奪い合いが激化した。一家は、レッドフックの臨海組合を牙城にしたカラブリア系ギャングと流血バトルを展開し、結果として1930年3月ペライノが暗殺された。
1928年12月に、全米マフィアのクリーヴランド会議にヴィンセント・マンガーノらと共に参加したプロファチはその時点で既にニューヨークのマフィアリーダー扱いだった。ペライノはレッドフックを、プロファチはベンソンハーストやベイリッジを主な縄張りにしたが、1930年代初め抗争が収束した時、プロファチがペライノ/ディベッラ組織のボスになっていた。
プロファチは抗争後の平和協定によって縄張りを増やし、縄張りと一緒にカラブリア系やナポリ系ギャング（旧イェール派）を手に入れた（抗争相手の臨海組合派はマンガーノ一家（現ガンビーノ一家）に吸収された）。

## 五大ファミリー
1930年のジョー・マッセリアとサルヴァトーレ・マランツァーノの抗争（カステランマレーゼ戦争）では、プロファチは中立を保っていたが、マッセリア側が劣勢になるとマランツァーノのアジトを訪れるようになり、マッセリアを罵倒したという（ボナンノ自伝はプロファチは中立だったとしている）。一説に、マッセリア軍団にマンパワーで劣るプロファチは表立ってマッセリアと事を構えるのを避けて、ファミリー創生期にあって自らの権力基盤作りに集中した。1931年戦争に勝ったマランツァーノのファミリー再編でも、同年のマランツァーノ暗殺後のファミリー再編でも独立したファミリーとして認められた。
初期メンバーに、ジョゼフ・マリオッコ（副ボス）、エンリコ・"ハリー"・フォンタナ、サルヴァトーレ・"サリー・ザ・シーク"・ムサッチオ、カサンドロス・"トニー・ザ・チーフ"・ボナセーラ、ジョニー・"ザ・バス・ビーチ"・オッド、トーマス・ディベッラ（サルヴァトーレの息子）、カロゲロ・"チャーリー・ザ・シッジ"・ロシセロ（のち相談役）、アントニオ・コロンボ（ジョー・コロンボの父）などがいた。
プロファチは以後、身の回りを血族で固め、ボスとして30年以上に渡り一家を支配した。ブルックリンのベンソンハーストを最大の拠点にし、レッドフックやベイリッジを縄張りに持った。更にスタテン島やマンハッタンに進出し、1930年代後半、ニュージャージーにも地歩を築いた。アルコール密輸、ヤミ賭博、高利貸し、組合強請、麻薬などの非合法活動を展開した。
メンバーに厳しい上納金を課し、反逆者を容赦なく粛清するなど独裁者として振る舞った。集めた上納金を個人の趣味である教会の寄付に回したり、身内に回すなど総じて部下に不評だった（熱烈なカトリック教徒だった）。1956年、プロファチはジョゼフ・ボナンノと姻戚関係を結び、連携を強化してカルロ・ガンビーノ-トーマス・ルッケーゼのコンビに対抗した。

## ギャロの反乱
1950年代後半、レッドフック地区の賭博利権がギャング抗争の火種となった。レッドフックは1930年前後にプロファチ一家に編入されたが、傘下のナポリ人派閥は独立の気風が高く、上納金問題でファミリー執行部と対立した。1959年11月、ドル箱の賭博チームを率いたフランク・アバテマルコが上納金滞納を理由に粛清され、プロファチがその縄張りを奪って身内に回したため、アバテマルコ仲間のジョーイ・ギャロらギャロ兄弟が反乱を起こした。プロファチは上納金を払わせるためアバテマルコの息子を捕えようとしたが、ギャロ兄弟が息子を匿い、抵抗した。一時メンバーの半数以上がギャロ側に付いたとされ、幹部を中心とするプロファチ陣営とギャロ陣営に分かれて内部抗争に発展した。1961年2月、ギャロ派はマリオッコやプロファチ弟など一家の首脳陣4人を拉致し、プロファチはフロリダに退避した。相談役ロシセリの交渉の末首脳陣は解放された。
プロファチはギャロ陣営の切り崩しを図り、ニコラス・フォーラノ、カーマイン・ペルシコらを寝返らせ、敵のアジトにスパイを潜り込ませた。1961年8月、ギャロ派用心棒ジョー・ジェリーが友人に釣りボートに誘われたまま行方不明になり、同じ頃にギャロ派の頭脳ラリー・ギャロがバーにおびき出され絞殺されかけた（偶然通りかかった警官に助けられた）。1961年10月、ニュージャージーの狩猟ロッジにいたプロファチはギャロ一味に襲撃されたが、ロッジのオーナーの機転で難を逃れた。1961年11月、プロファチ派2名がギャロ派に殺され、1962年3月プロファチの息子が銃撃された。1962年初めまでにギャロ派の多くを離反させることに成功したが、ギャロ派はアジトに籠城し、抵抗を続けた。
1962年初め、ガンビーノらにギャロ問題を解決できないとして引退を迫られたが、ボナンノと結託してこれに抵抗した。プロファチは同年6月に病死するまで抗争に悩まされた。ギャロの反乱はガンビーノが裏で糸を引いていたとも、ギャロと親しいジェノヴェーゼ一家のアンソニー・ストロッロ（トニー・ベンダー）が資金援助していたとも言われた。1964年まで失踪3名を含む12人の犠牲者を出した。

## 後継ぎ問題
1962年6月プロファチが死ぬと、いとこで副ボスのマリオッコが後継ボスにおさまったが、1963年9月コミッションと揉めてボス辞任に追い込まれた。ファミリーボス人事がコミッションに委ねられ、1964年1月、ジョゼフ・コロンボがボスに指名された。一説に、マリオッコはボナンノと共謀して敵対ボス3人（ルッケーゼ、ガンビーノ、ステファノ・マガディーノ）の暗殺を企て、それを部下のコロンボに託したが、コロンボがこれをガンビーノに密告したといい、ボス就任はその密告の見返りとされた。ボナンノは後年、暗殺計画自体ガンビーノのでっち上げで、そんな計画は元から無かったとし、コロンボをマガディーノやガンビーノ、ルッケーゼの策謀に協力した扇動者と見なした。キャリアの殆どがソルジャーだった41歳のコロンボのボス就任は、全米中のマフィアを驚かせた。

## コロンボ以後
コロンボは、若手を積極的に登用し、ジョニー・オッドら古参幹部を引退に追いやるなど組織の若返りを進めた。ギャロ抗争で亀裂が入った組織の立て直しを図り、ギャロ派と和解してその組織復帰を容認した。
1970年代初め、イタリア系アメリカ人の権利擁護を訴え市民運動を展開した。コロンバスサークルに5万人を動員して行進し、タイムマガジンの表紙を飾りテレビのインタビューに出演した。また公然とFBIを批判し、FBIの事務所にピケットラインを立てたりした。一連のコロンボの活動はガンビーノらマフィア主流派の不興を買い、運動を中止するように警告されたが従わなかった。1971年6月、正体不明の黒人ガンマンに銃撃され、植物人間となってボスの座を失った(そのまま彼は7年後に死亡)。1971年2月に出所したジョーイ・ギャロがコロンボ暗殺を仕組んだとも噂されたが、世間の注目がマフィアに集まることを嫌ったガンビーノが首謀したと信じられている。ギャロは翌1972年に誕生日を祝っていたレストランで何者かに射殺された。
その後ジョゼフ・ヤコヴェリなどがコロンボの代理ボスを務めた後、1973年にカーマイン・"ザ・スネーク"・パーシコがボスに就任し、息子のアルフォンス・"リトル・アリー・ボーイ"・パーシコと共に一家を操縦した。その後は獄中からカーマイン（懲役139年）、アルフォンスが親子でボス及びボス代行として一家を統治していた。
しかし、1991年になるとパーシコが獄中から一家を支配することに不満を持ったボス代行のヴィクター・オレナがボスの座を奪おうとしたため、後に「第三次コロンボ戦争」（ギャロ対プロファチ、ギャロ対コロンボの抗争に次ぐ）と呼ばれる抗争が勃発。パーシコ派とオレナ派、そして一般市民を含む多数の犠牲者を出した。この結果、オレナ、アルフォンス・パーシコら関係者が多数逮捕され、組織に大打撃を与えた。オレナとアルフォンスは共に終身刑の判決を受けた。
カーマイン・パーシコは2019年に獄中で死去した。事実上は、息子のアルフォンスがボス代行とされるが、ボスとしての後継者は不明である。

## エピソード
- 1970年代初め、コロンボは、マリオ・プーゾの小説をもとに製作中だった映画『ゴッドファーザー』を、製作中止に追い込もうと映画プロデューサーらにいやがらせを働いた。話し合いがもたれ、マフィアという言葉を使わないという条件で製作を承諾した。その後一家のメンバーが撮影現場に現れるようになり、ロケ現場に邪魔が入らないようにガードするなど協力者に転じた。現場にいた元レスラーで一家の用心棒レニー・モンタナを映画で使いたいとの映画製作陣の申し出を快諾した[17]。
- 『ゴッドファーザー PART II』では、ラリー・ギャロの暗殺未遂事件や釣りボート上の銃殺などギャロ戦争のエピソードが取り入れられた。
- パーシコは、『ゴッドファーザー』のソニー役でも有名なジェームズ・カーンと親しかった。カーンは2011年に年老いたパーシコを保釈金を払うから釈放するように政府に嘆願したほどであった。